# Boratín (Lucký rajón)
Boratín, někdy také Český Boratín (ukrajinsky Boratyn, cyrilicí Боратин) je obec v Luckém rajónu ve Volyňské oblasti na Ukrajině. V roce 2001 žilo v Boratíně 1086 obyvatel.
V Boratíně se nachází sídlo jednotného územního společenství Boratínská venkovská komunita (ukrajinsky Боратинська сільська громада) o rozloze 282,65 km2.

## Historie
Místo je poprvé písemně zmíněno v roce 1545 a do roku 1793 patřilo Polsko-litevská unii. S dělením Polska připadlo místo Ruské říši a až do konce první světové války bylo ve Volyňské gubernii. V 19. století vznikl Velký Boratín, Malý Boratín a Český Boratín, který byl založen v 2. polovině 19. století českými vystěhovalci.
Po první světové válce se místo stalo součástí Polska (Volyňské vojvodství, Powiat Łuck, Gmina Połonka) a během druhé světové války bylo v letech 1939 až 1941 okupováno Sovětským svazem. Po útoku na Sovětský svaz v červnu 1941 bylo až do roku 1944 okupováno nacistickým Německem.
Po válce místo připadlo Sovětskému svazu. Tam se obec dostala do Ukrajinské SSR a od roku 1991 je součástí dnešní Ukrajiny. Některé domy u řeky Styr byly opuštěny kvůli opakovaným povodním a dnešní obec se rozvinula v oblasti Českého Boratína.
V roce 1947 většina Čechů z Boratína reemigrovala zpět do Čech. V roce 1947 bylo z Boratína do Chotiněvsi repatriováno 17 rodin, které si pak v Chotiněvsi založily evangelickou farnost.

## Venkovská komunita
V Boratíně je sídlo jednotného územního společenství Boratínská venkovská komunita (ukrajinsky Боратинська сільська громада) o rozloze 282,65 km2, do kterého patří vesnice:
- Bajiv (ukrajinsky Баїв),
- Bakivci (ukrajinsky Баківці),
- Verbajiv (ukrajinsky Вербаїв),
- Boratín (ukrajinsky Боратин),
- Viktorjany (ukrajinsky Вікторяни),
- Hirka Polonka (ukrajinsky Гірка Полонка),
- Holyšiv (ukrajinsky Голишів),
- Horodišče (ukrajinsky Городище),
- Koršiv (ukrajinsky Коршів),
- Koršovec (ukrajinsky Коршовець),
- Lavriv (ukrajinsky Лаврів),
- Lučyci (ukrajinsky Лучиці),
- Mstyšyn (ukrajinsky Мстишин),
- Novostav (ukrajinsky Новостав),
- Ozdiv (ukrajinsky Оздів),
- Ozerjany (ukrajinsky Озеряни),
- Polonka (ukrajinsky Полонка),
- Promiň (ukrajinsky Промінь),
- Radomyšl (ukrajinsky Радомишль),
- Ratniv (ukrajinsky Ратнів),
- Rovanci (ukrajinsky Рованці),
- Romanivka (ukrajinsky Романівка),
- Suchovolja (ukrajinsky Суховоля).
- Celeriv (ukrajinsky Цеперів).

## Rodáci
- Milan Balabán (1929–2019), evangelický teolog, duchovní Českobratrské církve evangelické, religionista a vysokoškolský pedagog
- Bedřich Opočenský (1924–2016), tankista, veterán druhé světové války
- Karel Šerák (1923–2016), tankista, veterán druhé světové války
- Josef Tomáš (2.2.1886 - 27.1.1976), člen jednoho z významných rodů volyňských Čechů